# Jastrebovo (distrikt i Bulgarien, Ruse)
Jastrebovo (bulgariska: Ястребово) är ett distrikt i Bulgarien.   Det ligger i kommunen Obsjtina Ruse och regionen Ruse, i den nordöstra delen av landet, 250 km nordost om huvudstaden Sofia.
Trakten runt Jastrebovo består till största delen av jordbruksmark. Runt Jastrebovo är det ganska glesbefolkat, med 39 invånare per kvadratkilometer.